# Fitolito

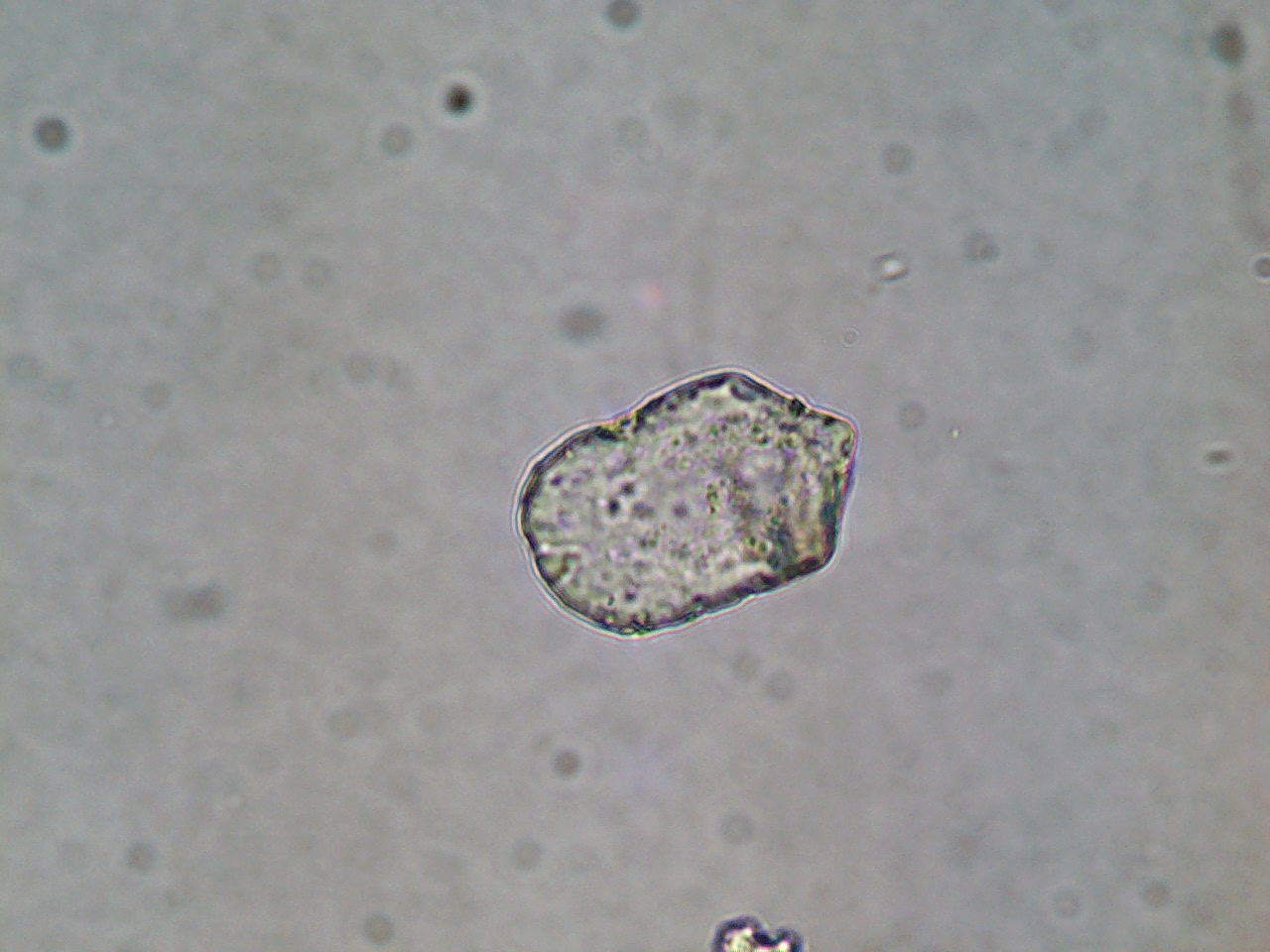
Fitolito flabeliforme

Un fitolito es una biomineralización de origen vegetal. Una biomineralización es la precipitación de un mineral resultante del metabolismo de un organismo vivo, es decir, de su actividad celular. Es un proceso vital por el cual los organismos ganan en estructura y masa. En general las biomineralizaciones están relacionadas con una función fisiológica específica, resultando entonces los biominerales beneficiosos para la estructura de los organismos, frente a la acción de la gravedad.
Por carácter transitivo entonces, un biolito puede ser definido como todo cuerpo mineralizado integrante de tejidos orgánicos producido por sustancias ergásticas (sustancias producidas por la actividad metabólica propia o como resultado de la misma). Según el tipo de organismo de origen se pueden clasificar en zoolitos (de origen animal) y fitolitos (de origen vegetal) (Bertoldi de Pomar, 1975; Zucol, 1992). 
En lo particular un fitolito también puede ser definido desde un punto de vista sedimentológico como una porción mineral de una planta, por lo común microscópica, que aparece formando parte de una roca sedimentaria (Teruggi, 1984). 
Según el agente mineralizante se pueden distinguir los calcibiolitos (cuyo agente es una sustancia cálcica) y los silicobiolitos (formados por sílice amorfa). Ambos pueden ser de origen animal (calcizoolitos o silicozoolitos) o de origen vegetal (calcifitolitos o silicofitolitos) respectivamente (Bertoldi de Pomar, 1975; Zucol, 1992).
Christian Gottfried Ehrenberg (1854) define al fitolito, de acuerdo a la definición que dio para biolito, es todo cuerpo mineralizado integrante de tejidos orgánicos que son producidos por sustancias ergásticas (resultantes del metabolismo); en particular, los "fitolitos son biolitos de origen vegetal, de tamaño microscópico y naturaleza química preferentemente silícea o cálcica". 
Mulholland (1985) define a los silicofitolitos como cuerpos microscópicos de sílice opalina producido por las plantas. Esta definición permite incluir a los cuerpos síliceos de los vegetales vivos, como los cuerpos hallados en forma disociada en distintos tipos de sustrato (Zucol, 1992). Los silicofitolitos son entonces biominerales de sílice formados en los tejidos vegetales. El silicio (Si) que las raíces absorben en forma de ácido monosilícico (H4SiO4) de la solución del suelo es depositado como sílice amorfa hidratada (SiO2.nH2O) en espacios inter o intracelulares (Blackman, 1971; Piperno, 1988, 2006). En general, el depósito toma la forma de la célula de caja, por lo que es posible asociar una forma fitolítica con una célula o un tejido. De la misma manera que los fitolitos pueden reflejar formas que permiten reconocer tejidos, es posible identificar el taxón productor. Numerosos estudios han señalado y demostrado la relación entre las formas fitolíticas y la sistemática (Twiss et al., 1969; Brown, 1984; Piperno, 1988; Wallis, 2003).
Los restos botánicos recuperados de contextos arqueológicos constituyen una fuente de información acerca de diversos aspectos de la vida de las poblaciones. Las plantas no solo son fuente de alimento, sino también tienen un papel primordial en las actividades sociales y ceremoniales, como elemento relevante en la diferenciación social, en el ritual y en la mitología.
El análisis de fitolitos es una de las técnicas arqueobotánicas usadas en la identificación de restos vegetales en contextos arqueológicos. Consiste en la "identificación e interpretación de cuerpos opalinos de sílice" . Los fitolitos son cristales de sílice que se forman en la epidermis de las plantas, esto es células vegetales que se han mineralizado y se presentan con una estructura cristalina similar a la del ópalo. Se forman por la precipitación del sílice disuelto en agua que las plantas absorben del suelo, que se deposita principalmente en los espacios intercélulares del tejido epidérmico de hojas, tallos y raíces. Al depositarse esta sustancia toma la forma de las células que recubre y encapsula. Estas partículas presentan formas distintivas y se conservan en el suelo, cuando la materia orgánica de la planta donde se formaron ha desaparecido.
Los fitolitos recuperados de muestras de suelos de contextos arqueológicos permiten la identificación de la vegetación existente en el pasado. La recuperación, identificación y análisis de los fitolitos provee específicamente información para determinar patrones de subsistencia, dieta, desarrollo de técnicas agrícolas, uso de plantas, identificación y reconstrucción de antiguas vegetaciones.
El Laboratorio de Fitolitos se ha dedicado principalmente a colaborar en proyectos de investigación con interés en la aplicación de estudios paleoetnobotánicos a todas aquellas actividades humanas relacionadas con plantas. Esta colaboración ha sido principalmente a través del estudio de muestras de suelos obtenidas durante excavaciones arqueológicas con el objetivo de estudiar: 
Condiciones paleoambientales.
Subsistencia y dieta.
Técnicas agrícolas.
Definición de áreas de actividad.
Identificación de materiales usados en cestería o cuerdas.
Identificación de plantas usadas como materiales constructivos.
La participación del laboratorio en proyectos de investigación consiste en: 
- La colaboración en el diseño y elaboración de proyectos de investigación arqueológica, donde se aplique el análisis de fitolitos. En tales casos se proporciona la asesoría necesaria para la planeación de estrategias de muestreo en excavaciones arqueológicas y participación en trabajo de campo. Este servicio se brinda tanto a investigadores del IIA, como de otras instituciones nacionales e internacionales.
- La elaboración de proyectos para el desarrollo de análisis de fitolito como una técnica arqueobotánica. Esto se realiza por medio de la formación de colecciones comparativas para la identificación de fitolitos y por el desarrollo de procedimientos y técnicas de laboratorio que hacen más efectiva la aplicación del análisis de fitolitos.
- Estudios etnobotánicos, etnohistóricos y nutricionales que permitan un mejor entendimiento del uso y aprovechamiento de las plantas. Esto permitirá una mejor interpretación de los materiales, además de la posible participación en proyectos de otras subdisciplinas de la antropología como la etnología y la antropología física.

## Fitolitos en Argentina
En 1843, Ehrenberg encuentra fitolitos de muestras sedimentarias de Patagonia y de Tierra del Fuego. ÉL también tenía muestras argentinas recolectadas por Darwin:
- Fino "limo" blanco usado por originarios para pigmento.
- Limo del lecho inferior de barrancas de Monte Hermoso.
- Limo adherido a restos fósiles de barrancas de Punta Alta.
- Limo de un diente de Mastodonte de barrancas del río Carcaraná (provincia de Santa Fe).

Estas determinaciones le dieron a Darwin pensar su hipótesis del origen estuárico de los sedimentos pampeanos. 
Joaquín Frenguelli, en 1930, focalizó el valor de esos estudios, y trató de convencer a los científicos argentinos de trabajar sobre esos microfósiles. Su discípula Hetty Bertoldi de Pomar (B. de P.) sintetizó estudios geológicos, edafológicos, limnológicos y botánicos en relación con los fitolitos. Entre 1970 a 1985, B. de P. estudia los fitolitos (dispersos en sedimentos, origen botánico, anatomía y fisiología del sílice vegetal). Otros investigadores aplicaron esos conocimientos en sedimentología y en petrología.
La falta de "conducta teórica" (expansión, contracción de suelos argentinos), se debe a que en la composición de los suelos pampeanos argentinos casi el 20 % de su limo son silicofitolitos vegetales. ( Pecorari, Guerif y Stengel y tesis doctoral Dr. Carlos Pecorari)